# Hidden City
Hidden City es un álbum de estudio de la banda inglesa de hard rock The Cult, lanzado el 5 de febrero de 2016. Es la parte final de una trilogía que empezó con Born into This (2007), y es el primer disco de la banda en contar con el bajista Grant Fitzpatrick, en reemplazo de Chris Wyse, que se encontraba con la agrupación desde 1999. El cantante de la banda, Ian Astbury, confesó que el nombre del álbum fue inspirado por un festejo de Carlos Tévez jugando para Juventus donde el argentino mostraba una remera con la leyenda "Ciudad Oculta".

## Lista de canciones
1. "Dark Energy" 4:26
2. "No Love Lost" 6:52
3. "Dance the Night" 3:47
4. "In Blood" 4:15
5. "Birds of Paradise" 5:58
6. "Hinterland" 7:10
7. "G O A T" 4:12
8. "Deeply Ordered Chaos" 2:46
9. "Avalanche of Light" 5:00
10. "Lilies" 4:10
11. "Heathens" 4:04
12. "Sound and Fury" 7:48

## Créditos
- Ian Astbury – voz
- Billy Duffy – guitarra
- Grant Fitzpatrick – bajo
- John Tempesta – batería
- Damon fox - teclados, guitarra